# Paramoera leucophthalma
Paramoera leucophthalma är en kräftdjursart som beskrevs av Staude 1995. Paramoera leucophthalma ingår i släktet Paramoera och familjen Eusiridae. Inga underarter finns listade i Catalogue of Life.